# Южный проезд
Ю́жный прое́зд — небольшая улица в центре Москвы в Красносельском районе между Каланчёвской улицей и Рязанским проездом.

## Происхождение названия
В начале XX века — Южный переулок, являвшийся южным подъездным путём к Казанскому вокзалу; позже — Южный проезд.

## Описание
Южный проезд начинается от Каланчёвской улицы как продолжение Орликова переулка, проходит на восток и под железнодорожным мостом (Алексеевской соединительной линии, перегон «Каланчёвская»—«Москва-Курская») выходит на Рязанский проезд напротив Новорязанской улицы.